# Китайская мышовка
Китайская мышовка (лат. Eozapus setchuanus) — вид грызунов из семейства Zapodidae. Единственный представитель одноимённого рода (Eozapus).

## Описание
Хвост длинее чем их тело — 10—15 см см, а тело — 8 см. Задние конечности длиннее передних. Верхняя часть тела рыжевато-коричневая, нижняя белая, с полосой чёрного. Верхняя часть хвоста чёрная, а нижняя белая. У этого вида есть предкоренные зубы, а верхний четвёртый коренной зуб — очень маленький. Мышовка весит 20 г.

## Ареал и среда обитания
Эндемик Китая. Обитает на высотах 3000—4000 м в горных степях и лесах (на участках с высотной поясностью). Встречается в провинциях Сычуань и Ганьсу.